# 日本化薬
日本化薬株式会社（にっぽんかやく）は、東京都千代田区に本社を置く総合化学メーカーである。
火薬事業から出発し、日本初のダイナマイトを製造した。染料・農薬など薬品を手掛け、紫外線硬化樹脂であるフォトレジストを代表とするファインケミカル品や医薬品も製造している。
医薬事業に関しては、バイオシミラーで韓国との共同研究を積極的に推し進めている。

## 事業内容
「情報通信」・「医療」・「安全」の3分野を成長分野と定め、それらを含む事業を展開。
- ファインケミカル事業領域
フォトレジストを製造。半導体封止材用エポキシ樹脂は世界市場の40%以上を占有。DVD向け紫外線硬化型樹脂（接着剤および表面保護剤）においては世界シェア2位[25%]（1位はDICの[45%]）[いつ?]である。またマレイミド側鎖を持つマレイミド樹脂（低誘電正接でありGHz帯の信号を扱うプリント回路基板に適する）の製造、半導体等の微細加工プロセス向け薬液も製造する。
- ライフサイエンス事業領域
がん関連分野に強く、世界有数のラインナップを誇る20種類の抗がん剤を販売。韓国のセルトリオンとバイオシミラーの共同開発も行っている[2]。
  - 抗がん剤およびがん診断薬のブランド
    - アラグリオ - 膀胱癌の診断用蛍光薬剤
    - ポートラーザ（ネシツムマブ（英語版）） - EGFRチロシンキナーゼ阻害薬
    - ダルビアス（ダリナパルシン（英語版）） - 有機ヒ素系抗悪性腫瘍用剤
- モビリティ・イメージング事業
自動車安全部品である「インフレータ」（エアバッグを膨らませるための点火・ガス発生装置）の研究・開発・製造を行う。「マイクロガスジェネレーター」（シートベルトを引き込む装置）は国内シェアNo.1である。
液晶ディスプレイ用の偏光フィルムなど偏光板の製造も手掛け、無機材料による偏光板も取り扱う。
- その他
染料等の色素材料、農薬の他、各種触媒も手掛ける。

なお、祖業の産業用火薬事業は旭化成との折半合弁会社であるカヤク・ジャパンが担っている。

## 沿革
- 1916年（大正5年） - 日本最初の火薬メーカー、日本火薬製造株式会社として発足。
- 1916年（大正5年） - 帝国染料製造株式会社設立。
- 1921年（大正10年） - 株式を東京証券取引所に上場。
- 1931年（昭和6年） - 山川製薬株式会社設立。
- 1943年（昭和18年） - 帝国染料製造株式会社及び山川製薬株式会社を吸収合併。
- 1945年（昭和20年） - 社名を日本化薬株式会社と改める。
- 1991年（平成3年） - 有沢製作所と合弁で、株式会社ポラテクノ設立。
  - ポラテクノは2019年に日本化薬の100％子会社になり、2020年に機能化学品に関する全事業・資産等を日本化薬へ継承
- 2006年（平成18年） - ポラテクノがジャスダック証券取引所に上場。
- 2008年（平成20年） - カヤク・ジャパン株式会社（株主：日本化薬株式会社50％、旭化成ケミカルズ株式会社50％）設立
- 2010年（平成22年） - 2010年5月期決算にて、営業利益・経常利益 共に当社創立以来の最高益を達成。
- 2011年（平成23年） - 8月にイルフォード社インクジェットプリンタ用色素事業を買収。これにより、世界シェア1位になる。
- 2012年（平成24年） - 12月、マレーシアにKayaku Safety Systems Malaysia Sdn. Bhd.（KMY）.設立。
- 2014年（平成26年） - 本社を東京都千代田区丸の内2-1-1に移転。
- 2015年（平成27年） - 招遠先進化工有限公司（ZAC）解散。
- 2016年（平成28年） - 創立100周年

## 事業所
- 支社
  - 東部支社（東京医薬支店） - 東京都文京区
  - 西部支社（大阪事務所） - 大阪府大阪市中央区
- 工場
  - 福山工場 - 広島県福山市
  - 厚狭工場 - 山口県山陽小野田市
  - 高崎工場 - 群馬県高崎市(旧 東京第二陸軍造兵廠岩鼻製造所)
  - 東京工場 - 東京都足立区
  - 姫路工場 - 兵庫県姫路市
  - 鹿島工場 - 茨城県神栖市
- 研究所
  - 機能化学品研究所 - 東京都北区
  - 医薬研究所 - 東京都北区
  - セイフティシステムズ開発研究所 - 兵庫県姫路市
  - アグロ研究所 - 茨城県神栖市

## 諸問題

### 請負問題
同社の姫路工場で2005年（平成17年）6月から請負契約社員として、翌2006年（平成18年）10月から2009年（平成21年）1月までは派遣社員として勤務していた50歳の男性が、請負契約期間中にあっても、同工場の正社員の指揮下で働かされ、偽装請負の状態だったと主張、正社員としての雇用確保を求め同社と交渉したが反応が無かったとして、2009年（平成21年）3月6日に同社を相手取り、正社員としての地位確認を求める訴訟を神戸地裁姫路支部に対して起こした。
これに対し、神戸地裁姫路支部は2011年（平成23年）1月19日、男性の請求を棄却した。中村隆次裁判長は「原告・被告間に労働契約の成立は認められない」と指摘した。
男性側は「1年を超えて勤務させる場合は会社側が派遣労働者側に雇用契約を申し込む義務があり、（1年を越えた時点で）労働契約が事実上成立していた」などと主張。これに対し、中村裁判長は偽装請負状態を含めると派遣社員としての勤務が3年7カ月に及んでいたことを認めたものの、「法律上は『雇用契約の申し込み』を義務付けているだけで、仕事の継続によって労働契約の成立とみなすものではない」と判断した。

## その他
- マスコットキャラクターは「かやくーま」。
- 東京都北区志茂に所在する同社研究所と、隅田川を挟んで対岸の足立区新田に所在する同社工場との間で渡船を運航している。隅田川の渡しのうち現存する唯一のものであるが、同社従業員専用であり、一般客の利用はできない[4]。
- 社長を歴任した原安三郎が同社をもとに独自の財閥（コンツェルン）を築く。これが後の「中外コンツェルン」[5]であり、現在の中外鉱業の礎となる。なお、同コンツェルンは当時の朝鮮半島にも拠点や企業をつくった。
- 卓球Tリーグのスポンサー企業。
- 1970年までは王子工場で化学物質のベンジジンを製造してきたが、同物質の度重なる発ガン性の報道から従業員から健康上の不安を訴える声があがり、同年中に製造を中止した[6]（その後、法規制により製造禁止が決定した）。